# Akotropis malayana
Akotropis malayana är en insektsart som beskrevs av Matsumura 1914. Akotropis malayana ingår i släktet Akotropis och familjen vedstritar. Inga underarter finns listade i Catalogue of Life.